# Криза пізнього Середньовіччя
Криза XIV—XV століть, Криза Пізнього Середньовіччя, криза феодалізму — терміни, що вживаються в західній та радянської історіографії для позначення кризових процесів, які відбувалися в деяких країнах Західної Європи в XIV—XV століттях.

## Опис
Уже в 1930-х західні історики при розгляді соціально-економічних процесів, що мали місце в деяких європейських країнах в XIV—XV ст., звертали особливу увагу на «кризові явища» в європейській економіці цих періодів, висуваючи на перше місце в якості визначальних чинників рух цін, населення, «запустіння» земель і т. ін. на їхню думку, з 1320-х починається економічний спад в історії Європи. Чисельність населення падає (епідемії XIV століття не є тут основною причиною, а лише підсилюють спад, що почався раніше). Оброблені землі частиною закидаються, міста занепадають, продукція сільського господарства та промисловості зменшується, прогрес техніки призупиняється, загальмовується розвиток торгівлі, особливо зовнішньої, падають ціни. З останньої чверті XV століття починається новий підйом, що супроводжується зростанням цін. Занепад настає поступово та не має катастрофічного характеру. Так само поступово він припиняється. Занепад не означає тяжкого становища для всього населення: деякі його частини цілком могли процвітати в даний період.
Такі історики, як Вільгельм Абель , Мері Керуель, Д. Грізіотті-Кречманн, Майкл Мойсей Постан та ін. спиралися, з одного боку, на раннішу історіографічну традицію, що походила від робіт німецьких та австрійських істориків кінця XIX — початку XX ст. — К. Т. Інама-Штернега, Карла Лампрехта, А. Грунда, Отто Шлютера й ін., З іншого — на висновки, навіяні дослідженнями щодо кризових явищ в аграрному секторі капіталістичних країн в 1920-х, зокрема на роботи Макса Зерінга.
Приблизно в той же час з критикою концепції виступили радянські історики, зокрема видатний радянський медієвіст Євген Косминський. Він визнавав кризові явища в Англії, з натяжкою визнавав кризу у Франції та окремих районах Німеччини, проте зазначав, що говорити про «європейську кризу» потрібно вкрай обережно, оскільки немає історичних даних, які б підтверджували наявність кризи в Нідерландах, Італії, Іспанії, Скандинавії, Північній та Східній Європі. Він також заперечує класифікацію кризи як мальтузіанської, що було зроблено Постаном: «Вкрай сумнівно, що населення Європи в XIII столітті зросло настільки, щоб доступна для обробітку, оранки та колонізації земля не могла прогодувати збільшене населення».
Як відзначав згодом інший відомий радянський медієвіст Михайло Барг, питання про кризу феодалізму було принципово важливим для марксистської історіографії, оскільки радянські історики ніяк не могли визнати, що криза феодалізму як економічної системи сталася до початку Нового часу і соціальних революцій.